# 보스턴 레드삭스
보스턴 레드삭스(Boston Red Sox)는 미국 매사추세츠주 보스턴에 연고를 두고 있는 프로 야구 팀으로, 메이저 리그 베이스볼의 아메리칸 리그 동부 지구에 속해있다. 1901년 아메리칸 리그의 8개 프랜차이즈 팀 중 하나로 창단되었으며, 1912년부터 펜웨이 파크를 홈구장으로 사용해오고 있다. ‘레드삭스’(Red Sox)라는 팀명은 1908년 경 구단주인 존 테일러가 지은 것이며, 이전의 보스턴 팀은 ‘레드스타킹스’가 있었다. 월드 시리즈 9회 우승의 전력을 가지고 있다.
레드삭스는 아메리칸 리그 출범 당시 주요 팀 중 하나였고, 1903년 월드 시리즈에서 피츠버그 파이리츠를 꺾고 첫 우승을 하였으며, 1918년까지 4번 더 우승을 차지하였다. 그러나 이후 레드삭스는 야구 역사상 가장 긴 우승 가뭄에 시달리는데, 이는 1918년 베이브 루스를 라이벌 팀인 뉴욕 양키스에 이적 시킨 후 시작된 ‘밤비노의 저주’ 때문으로, 2004년 6번째 월드 시리즈 우승을 하기까지 86년이라는 세월을 보내게 된다. 이 기간 동안 1946년 ‘에노스 슬라우터의 매드 대시’(Enos Slaughter's mad dash), 1967년의 ‘불가능한 꿈’(Impossible Dream), 1975년 ‘칼튼 피스크의 홈런’(Carlton Fisk's home run), 그리고 1986년 ‘빌 버크너의 실책’(Bill Buckner's error)과 같은 월드 시리즈에서의 몇몇 사건을 통해 우승을 눈앞에서 놓치는 해프닝들이 발생하기도 하였다. 레드삭스의 역사는 뉴욕 양키스와의 치열한 라이벌 의식으로 묘사되는데, 이는 북미 프로 스포츠계에서 가장 역사적이면서 격렬한 관계이다.
 2003년부터 레드삭스는 지속적으로 플레이오프에 진출하고 있으며, 월드 시리즈를 3회 우승하면서 최근 10년 간 가장 성공적인 MLB 팀 중 하나로 꼽힌다.
보스턴 레드삭스는 잉글랜드 프리미어리그의 리버풀을 소유하고 있기도 하는 펜웨이 스포츠 그룹의 소유이다. 레드삭스는 MLB 평균 원정 관중이 가장 높은 팀이지만, 펜웨이 파크의 적은 관중 수용 인원은 홈, 원정 전체 평균 관중 수가 증가하는 것에 걸림돌이 되고 있는 상황이다. 2003년 5월 15일 이후의 모든 홈 경기는 매진을 기록하고 있는데 이는 9년 째 이어지는 기록으로, MLB 신기록이기도 하다.

## 팀 명칭의 유래
팀 명칭인 레드삭스(Red Sox)는 1907년 시즌 종료 후 당시 구단주이던 존 테일러가 선수들의 유니폼을 빨간색을 입게 한 것에서 유래하여 지어졌다. ‘삭스’(Sox)라는 단어는 당시 시카고 화이트삭스가 뉴스 일면에 기재될 때 ‘스타킹스 승리!’(Stockings Win!)라고 하기에는 신문지 면에 너무 많은 공간을 차지했기에 간편하게 쓰기 위해 종종 사용되어오고 있던 것이었다. 스페인어로 된 매체들은 레드삭스를 종종 ‘메디아스 로하스’(Medias Rojas)라고 쓰기도 하였다.
팀 명칭은 원래 신시내티 레드스타킹스에 의해서 사용되고 있었다. 해리 라이트에 의해 운영되던 신시내티는 흰색 유니폼 상하의에 빨간색 스타킹을 입었던 것에서 이 명칭으로 불리기 시작했고, 약 2년 후 1869년 첫 프로 팀을 꾸렸다. 1870년 시즌이 끝난 후 라이트는 보스턴에 야구 팀을 새롭게 꾸리려는 사업가 아이버스 휘트니 애덤스에게 고용되어 3명의 동료와 ‘레드스타킹스’(Red Stockings)라는 팀 명칭도 함께 보스턴으로 가져오게 되었고(당시의 팀 명칭들은 그저 명칭일 뿐이었지, 상표권의 대상이 아니었으므로 사용이 자유로웠다.), 보스턴 레드스타킹스는 당시의 프로 리그였던 내셔널 어소시에이션에서 5년 동안 4번 우승하였다.
1876년 내셔널 리그가 출범하고, 신시내티에 새로운 야구 팀이 생기면서 ‘신시내티 레드스타킹스’라는 명칭을 정식 등록하게 되자 보스턴의 팀은 ‘레드캡스’(Red Caps)라는 명칭을 이용하는 것을 권고받는다. 후에 이들은 ‘브레이브스’(Braves)로 명칭을 바꾸는데, 결국 브레이브스는 보스턴에서 밀워키로 연고를 이전하였고 다시 한번 조지아주의 애틀랜타로 이전하여 애틀랜타 브레이브스가 되었다.

1908년 사용했던 로고. 레드삭스라는 명칭은 이때 처음 사용하였다.

1901년 아메리칸 리그가 출범하고, 보스턴에는 아메리칸 리그 소속으로 새로운 야구 팀이 창단되었는데, 창단 후 7년동안 그들은 ‘파란색 스타킹’을 착용하였고, 공싱적인 팀 명칭 또한 존재하지 않았다. 그들은 간단하게 ‘보스턴’(Boston), ‘보스터니언스’(Bostonians) 혹은 ‘보스턴스’(Bostons)라 불리거나, 내셔널 리그 보스턴 팀(전 보스턴 레드스타킹스)과 구별하기 위해 아메리칸 리그 소속이었던 이들을 ‘아메리칸스’(Americans) 혹은 ‘보스턴 아메리칸스’(Boston Americans), ‘아메리칸 리거스’(American Leaguers)라 불렀다. 이 시기의 유니폼은 ‘보스턴’(Boston)을 상징하는 ‘B’와 ‘아메리칸스’(Americans)를 상징하는 ‘A’를 크게 써서 입었던 1902년은 제외하고, 1901년부터 1907년까지 홈 어웨이 모두 간단하게 ‘Boston’이라 적힌 것을 입었다. 신문 기자들은 다른 명칭으로 부르기도 했는데 ‘서머싯스’(Somersets)(찰스 서머스 구단주에서 인용), ‘플리머스 록스’(Plymouth Rocks), ‘베니터스’(Beaneaters), ‘콜린시트스’(Collinsites)(지미 콜린스 구단주에서 인용), 그리고 ‘필그림스’(Pilgrims)가 그 예이다.
몇년동안 아메리칸 리그 보스턴 팀의 공싱적인 명칭은 ‘필그림스’라 사용되었지만, 존 테일러 구단주는 1907년 11월 필그림스는 “집 없는 떠돌이와 같은 인상을 준다”고 말했고, 당시 내셔널 리그 보스턴 팀은 여전히 빨간색 계열의 유니폼을 입고 있었음에도 불구하고 사람들 사이에서 더 이상 ‘레드스타킹스’라 불리지 않고 있었다. 그러한 이유로 내셔널 리그 보스턴 팀은 유니폼을 전부 흰색으로 변경하였는데, 이 기회를 틈타 1907년 11월 18일 존 테일러 구단주는 팀의 새로운 색상을 빨간색이라고 발표하며 1908년부터 유니폼 앞면에 빨간색 스타킹 모양의 로고를 달게하였다. 이로 인해 1908년 내셔널 리그 보스턴 팀은 다시 빨간색 계열의 유니폼을 채택하긴 하였지만, 결국 아메리칸 리그 보스턴 팀이 ‘레드삭스’(Red Sox)라는 정식 명칭을 갖게된다.
팀 명칭은 종종 ‘보스턴’(Boston)과 ‘삭스’(Sox)를 합쳐서 ‘보삭스’(BoSox)라고 축약해서 부르기도 한다.(유사한 것으로 시카고의 ‘시삭스’(ChiSox), 마이너 리그 베이스볼 포투켓의 ‘포삭스’(PawSox)가 있다.) 최근 매체들은 줄여서 ‘사욱스’(Sawx)라고도 부르는데 이는 뉴잉글랜드 지방의 억양에서 따온 것이다. 하지만 대다수의 팬들은 팀을 ‘삭스’(Sox)라고 부르며 이 단어는 통상적으로 ‘레드삭스’(Red Sox)를 의미하는 것으로 여겨진다.
팀의 공식 명칭은 ‘보스턴 아메리칸 리그 베이스볼 컴퍼니’(Boston American League Baseball Company) 혹은 ‘클럽’(Club)이다.

## 펜웨이 파크

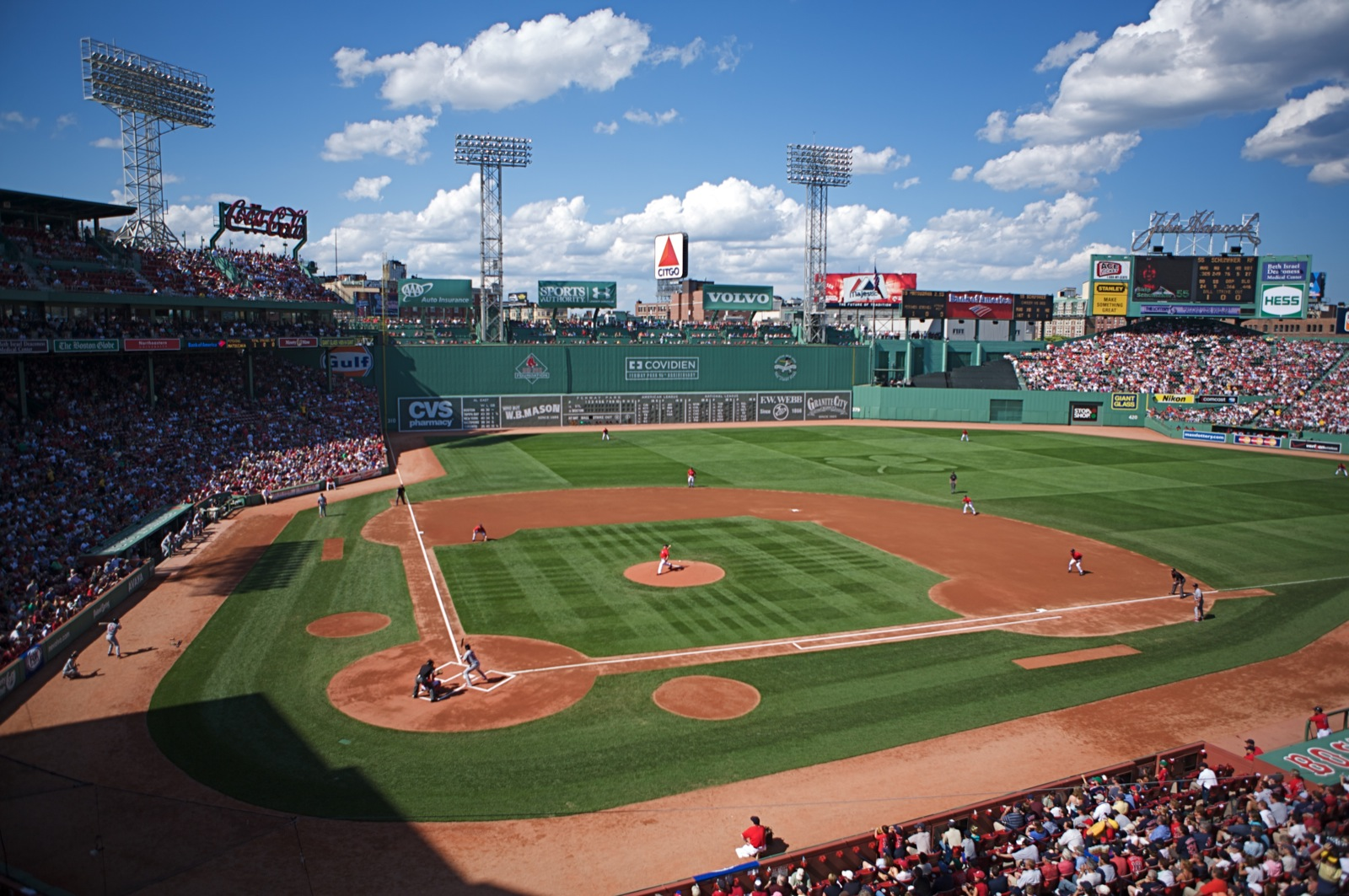
펜웨이 파크 (2008년)

펜웨이 파크(Fenway Park)를 사용하기 전 레드삭스는 1901년부터 1911년까지 헌팅턴 애비뉴 그라운즈(Huntington Avenue Grounds)를 사용했다.
1912년 개장한 펜웨이 파크는 현재 시카고 컵스의 홈구장인 리글리 필드와 함께 메이저 리그 베이스볼에서 가장 오래된 경기장이다. 펜웨이 파크에서의 첫 경기는 1912년 4월 20일 뉴욕 하이랜더스(이듬해 양키스로 팀명 바꿈)에 11이닝까지 가서 7-6으로 이긴 경기이며, 이날 시구는 시장인 존 F. 피츠제럴드가 했다. 공교롭게도 다음날 신문에는 타이타닉 호의 침몰 소식으로 인하여 큰 이슈를 얻지는 못하였다.
펜웨이 파크는 수많은 재건축과 증축을 과정 속에서 제대로된 계획과 구상을 가지고 실행을 하지 않았기 때문에 ‘트라이앵글’이나 ‘페스키 폴’ 그리고 외야 좌측에 유명한 ‘그린 몬스터’와 같은 다소 독특하면서도 변덕스러운 특징들을 갖고 있다. 레드삭스는 2003년 5월 15일 이래로 매 경기 매진을 기록하고 있는데, 2008년에는 456경기 연속 매진으로 메이저 리그 베이스볼 신기록을 달성하여 이날 행사를 통해 입장 관중들에게 기념 선물을 증정하기도 했다. 2012년 7월 17일 760경기 연속 매진을 기록하였는데 이는 메이저 리그 베이스볼 뿐만 아니라 미국 스포츠 역사에 큰 이정표를 찍게 되는 것이었다.
현재 주간에는 37,067명, 야간에는 37,495명의 관중을 수용할 수 있다.
2013년 10월 31일, 월드시리즈에서 95년 만에 팀이 홈에서 우승하는 기이한 기록을 남겼다.

## 유니폼
홈 유니폼은 흰색 바탕에 목 주변에서부터 앞면의 단추 가림 덧단을 타고 아래까지 빨간색의 띠가 이어져있으며, ‘RED SOX’라고 빨간색 바탕에 파란색 테두리의 글씨가 쓰여져있다. 이 유니폼은 1979년부터 현재까지 입어오고 있으며, 유니폼 뒷면에는 등번호만 있지 선수의 이름은 쓰여있지 않다. 기본적으로 모자는 남색 바탕에 빨간색으로 장식된 ‘B’가 쓰여있는 것을 착용한다. 1970년대에 잠시 모자가 빨간색으로 변경된 적은 있지만, 남색 모자는 계속해서 레드삭스의 상징으로 이어져오고 있다.

## 스프링 트레이닝

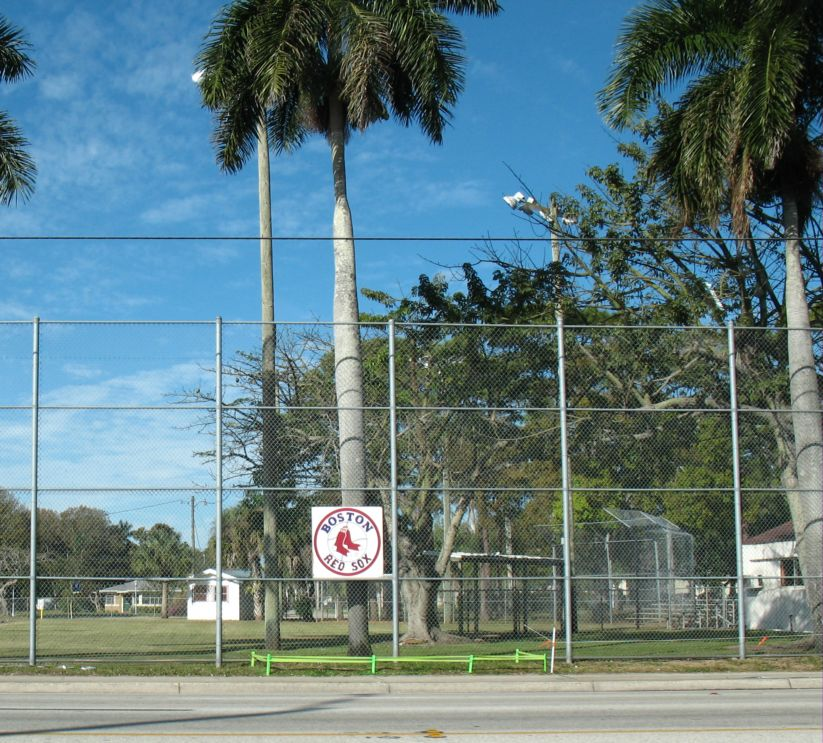
시티 오브 팜스 파크 펜스에 있는 레드삭스 로고

### 트럭 데이
트럭 데이는 레드삭스의 스프링 트레이닝의 시작을 비공식적으로 알리는 날이다. 이날은 플로리다주의 스프링 트레이닝 시설로 떠나기 위해 야구 장비들을 실은 트레일러가 펜웨이 파크 주변을 가득 채운다. 2012년의 트럭 데이는 2월 11일이었다.

### 시티 오브 팜스 파크
시티 오브 팜스 파크는 1992년 세워졌으며, 약 8,000명을 수용할 수 있다. 4월부터 6월까지 레드삭스의 루키 팀인 걸프 코스트 리그 레드삭스의 홈구장으로 쓰인다. 레드삭스가 플로리다에 스프링 트레이닝 시설을 설치하는 것에 중요한 역할을 한 것은 플로리다주 포트 마이어스 출신의 전(前) 좌익수였던 마이크 그린웰이다.
시티 오브 팜스에서의 가장 기억에 남을만한 경기는 2004년 3월 7일 레드삭스와 뉴욕 양키스 간의 경기이다. 이날 두 팀은 전년도 10월 플레이오프에서 에런 분의 홈런으로 레드삭스가 패한 이후 처음 만난 것이었는데, 에런 분의 포지션에 새롭게 영입된 3루수 알렉스 로드리게스는 뉴욕 양키스가 당시 거액의 몸값에 사온 선수였지만, 7,304명의 관중들로부터 격한 야유를 들어야했다.

### 제트블루 파크
2008년 10월 28일 리 카운티 위원회는 보스턴 레드삭스가 리 카운티의 남부에 새로운 스프링 트레이닝 시설을 건설하는 것을 승인하였고, 2011년 3월 29일 ‘제트블루 파크 펜웨이 사우스’라는 정식 명칭으로 개장하였다. 경기장의 이름인 제트블루는 2004년부터 레드삭스와 스폰서십을 맺어온 제트블루 항공에서 따왔다. 제트블루 파크는 외야 좌측에 11미터의 그린 몬스터가 있는 등 펜웨이 파크와 유사한 점이 많은데, 경기장 면적 또한 펜웨이 파크와 같게 하였다.

## 양키스와의 라이벌 관계
레드삭스와 뉴욕 양키스는 100년 넘게 라이벌 관계를 이어 오면서 프로 스포츠계에서 가장 오래되고, 유명하며, 격렬한 관계로 알려져있다.
이는 종종 미국 북동부의 화제 거리로 다뤄지는데, 디비전 시리즈에 와일드 카드 제도가 도입된 이후로 두 팀은 플레이오프에서 세 번 맞닥뜨렸고, 양키스가 1999년과 2003년 두 번 우승하였으며, 레드삭스는 2004년에 한 번 우승하였다. 또한 리그 우승 타이틀을 두고 두 번 마주친 적이 있는데 1904년에는 레드삭스가 우승하였고, 1949년에는 양키스가 우승하였다.

## 영구 결번
| 보비 도어 2B 코치 1988년 선정 | 조 크로닌 SS 감독, 단장 1984년 선정 | 자니 페스키 SS, 3B 감독, 코치 2008년 선정 | 칼 야스트렘스키 LF, 1B, DH 1989년 선정 | 테드 윌리엄스 LF 1984년 선정 | 짐 라이스 LF, DH 코치 2009년 선정 | 칼튼 피스크 C 2000년 선정 | 데이빗 오티스 1B, DH 2017년 선정 | 재키 로빈슨 - 1997년 선정 | 페드로 마르티네즈 P 2015년 선정 |

가장 최근 등록된 영구 결번은 2017년 6월 24일 등록된 데이빗 오티스의 34번이다.
레드삭스는 영구 결번이 되기 위한 세가지 요건을 요구하고 있는데 최근에는 이중 두 가지만 만족해도 되는 식이 되었다.
- 미국 야구 명예의 전당에 헌액될 것
- 10년 이상 레드삭스 선수로 활동할 것
- 보스턴 레드삭스에서 은퇴할 것

## 마이너 리그
| 등급             | 팀               | 리그                 |
| ---------------- | ---------------- | -------------------- |
| 트리플 A         | 포투켓 레드삭스  | 인터내셔널 리그      |
| 더블 A           | 포틀랜드 시 독스 | 이스턴 리그          |
| 더블 A 고급      | 살렘 레드삭스    | 캐롤라이나 리그      |
| 클래스 A         | 그린빌 드라이브  | 사우스 애틀란틱 리그 |
| 클래스 A 숏 시즌 | 로웰 스피너스    | 뉴욕 – 펜 리그       |
| 루키             | GCL 레드삭스     | 걸프 코스트 리그     |
| 루키             | DSL 레드삭스     | 도미니칸 서머 리그   |

## 역대 주요 선수
| - 헤레미 곤살레스 - 김병현 - 김선우 - 노모 히데오 - 다자와 준이치 - 라이언 뎀스터 - 라몬 라미레스 - 존 레스터 - 데릭 로 - 베이브 루스 - 페드로 마르티네스 - 마쓰자카 다이스케 - 마이크 매덕스 - 조 매카시 - 칼 메이스 - 로만 멘데즈 - 에리크 베다르 - 조시 베켓 - 로드 벡 - 제이미 브라운 - 애덤 블래클리 - 사이토 다카시 - 후안 세데뇨 - 존 스몰츠 - 리 스미스 - 톰 시버 - 에디 시콧 - 커트 실링 - 브론슨 아로요 - 데이비드 아즈마 - 오카지마 히데키 - 대런 올리버 - 이상훈 - 저스틴 저마노 - 조진호 - 데이비드 콘 - 바톨로 콜론 - 로저 클레멘스 - 저스틴 토마스 - 브래드 토머스 - 브래드 페니 - 조엘 피네이로 - 제이크 피비 - 팀 하리칼라 - 조시 핸콕 - 호세 콘트레라스 - 팀 웨이크필드 - 알프레도 아세베스 (현재) - 우에하라 고지 - 브라이언 코리 (현재) - 크리스 세일 (현재) - 크레이그 브레슬로우 (현재) - 이찬솔 (현재) - 빅토르 마르티네스 - 제이슨 베리텍 - 엘스턴 하워드 - 스콧 해티버그 - 마이크 나폴리 | - 아드리안 곤잘레스 - 보비 도어 - 에드가 렌테리아 - 대니 발렌시아 - 아드리안 벨트레 - 루이스 히메네스 - 웨이드 보그스 - 프레디 산체스 - 채태인 - 루이스 아파리시오 - 노마 가르시아파라 - 야마이코 나바로 - 케빈 유킬리스 - 오를란도 카브레라 - 루 콜리어 - 짐 테이텀 - 카를로스 페냐 - 자니 페스키 - 아르키메데스 포조 - 지미 폭스 - 캘빈 피커링 - 에릭 힌스키 - 루이스 히메네스 - 핸리 라미레스 - 다비드 오르티스 - 더스틴 페드로이아 - 조니 데이먼 - 매니 라미레스 - 호세 말라베 - 케이스 미첼 - 제이슨 베이 - 엥헬 벨트레 - 트리스 스피커 - 짐 라이스 - 베니 아그바야니 - 칼 야스트렘스키 - 저코비 엘즈버리 - 테드 윌리엄스 - 최경환 - 칼 크로포드 - 헤수스 타바레스 - 윌리 모 페냐 - 루디 펨버턴 - 스콧 포드세드닉 - 리키 헨더슨 - J. D. 마르티네스 (현재) - 무키 베츠 |

## 역대 한국인(한국계 포함) 선수
- 조진호 - 투수, 1998 ~ 1999
- 이상훈 - 투수, 2000
- 김선우 - 투수, 2001 ~ 2002
- 김병현 - 투수, 2003 ~ 2004
- 채태인- 내야수, 2001 (마이너 리그)
- 이찬솔- 투수, 2024~